# Dulichia tuberculata
Dulichia tuberculata är en kräftdjursart som beskrevs av Boeck 1871. Dulichia tuberculata ingår i släktet Dulichia och familjen Podoceridae. Arten är reproducerande i Sverige. Inga underarter finns listade i Catalogue of Life.